# Ibrahima Traoré (Fußballspieler, 1988)
Ibrahima „Ibo“ Traoré (* 21. April 1988 in Villepinte, Frankreich) ist ein ehemaliger guineisch-französischer Fußballspieler.
Er absolvierte seine ersten Einsätze im Herrenbereich im französischen Amateurfußball, bevor er Anfang 2007 nach Deutschland ging und für die zweite Mannschaft von Hertha BSC auflief. Dabei absolvierte Traoré während der Saison 2007/08 sein erstes und einziges Spiel für die Profimannschaft in der Bundesliga. Von 2009 bis 2011 stand er beim FC Augsburg in der 2. Bundesliga unter Vertrag und anschließend spielte er drei Jahre für den VfB Stuttgart. Seit 2014 lief Traoré für Borussia Mönchengladbach auf und war dabei bis 2021 ein Spieler der Fohlenelf. Des Weiteren spielte er auch für die guineische Nationalmannschaft.

## Hintergrund
Der Vater von Traoré kommt aus Guinea, die Mutter ist dort geboren und wuchs im Libanon auf. Er ist zudem der Enkelsohn eines libanesischen Großvaters. Traoré ist Staatsbürger Guineas, des Libanons und Frankreichs.

## Karriere

### Vereine

#### Jugend in Frankreich
Der Außenstürmer, der auch im zentralen Mittelfeld eingesetzt werden kann, wurde in Villepinte in der Pariser Agglomeration geboren und begann mit dem Fußballspielen bei CAP Charenton im nahegelegenen Charenton-le-Pont, südöstlich von Paris gelegen. Später wechselte er zu Levallois SC nach Levallois-Perret, gelegen nordöstlich von Paris. Hier kam Traoré auch einige Male in der Kampfmannschaft zum Einsatz, die im Championnat de France Amateur 2, der fünfthöchsten Spielklasse Frankreichs, spielt.

#### Die Reserve von Hertha BSC und der FC Augsburg
In der Winterpause der Saison 2006/07 wechselte Traoré nach Berlin zu Hertha BSC, für deren Regionalligamannschaft er spielte. Er erzielte in 15 Spielen zwei Tore, konnte den Abstieg der Mannschaft jedoch nicht verhindern. Seit der Saison 2007/08 gehörte Traoré dem Bundesligakader der Hertha an. Sein Premierenspiel in der Bundesliga bestritt er am 9. Dezember 2007 gegen den 1. FC Nürnberg, als er in der 73. Minute für Gilberto in die Partie kam. Spielpraxis sammelte Traoré jedoch hauptsächlich in der Reservemannschaft. Im Sommer 2009 wechselte Traoré für 50.000 € zum FC Augsburg. Unter Jos Luhukay spielte er beim FC Augsburg eine äußerst starke Hinrunde 2009/10, da er auf der linken Außenbahn überzeugende Leistungen zeigte und in 14 Spielen vier Tore erzielte. Auch in der Rückrunde gehörte Traoré zur Stammelf der bayerischen Schwaben und belegte mit dem FC Augsburg zum Ende der regulären Saison den dritten Platz, womit sich die Fuggerstädter für die Relegationsspiele gegen den Bundesligisten 1. FC Nürnberg qualifizierten. Das Hinspiel in Franken verloren die Augsburger mit 0:1, im Rückspiel in Augsburg unterlag der FCA mit 0:2 und verpasste somit den Aufstieg in die Bundesliga, wobei im Rückspiel Traoré nach einer Tätlichkeit gegen Juri Judt, einem Spieler des 1. FC Nürnberg, die rote Karte sah. In der Folgesaison gehörte er in den ersten beiden Saisonspielen nicht zum Kader, in der Folgezeit war Traoré in sechs von elf Zweitligaspielen Teil der Anfangsformation. Den Rest der Hinrunde sowie den Anfang der Hinrunde verpasste er wegen eines Bänderrisses im Sprunggelenk. Insgesamt absolvierte Traoré in dieser Saison 16 Partien (ein Torerfolg, fünf Vorlagen) und stieg mit dem FC Augsburg als Tabellenzweiter in die Bundesliga auf.

#### VfB Stuttgart
Zur Saison 2011/12 verpflichtete der VfB Stuttgart Traoré ablösefrei. Er unterschrieb einen bis zum 30. Juni 2014 gültigen Vertrag. In seiner ersten Saison in Stuttgart war Traoré – auch aufgrund einer Verletzung – lediglich Ergänzungsspieler und absolvierte zwölf Bundesligapartien (ein Tor). In der Folgesaison erkämpfte er sich einen Stammplatz und gehörte in 27 seiner 32 Einsätze im Ligaalltag zur Anfangself, dabei wurde er in der ganzen Saison als linker Außenstürmer eingesetzt. Zudem spielte Traoré in dieser Saison mit dem VfB Stuttgart in der UEFA Europa League, wobei er im Hinspiel in den Play-offs gegen Dynamo Moskau ein Tor vorbereitete. Im Rückspiel gehörte er dem Kader an, kam allerdings nicht zum Einsatz. In der Folge kam Traoré im Wettbewerb bis zum Ausscheiden im Achtelfinale gegen Lazio Rom in jeder Partie zum Einsatz. Des Weiteren erreichte er mit dem VfB das Finale im DFB-Pokal, wo die Stuttgarter mit 2:3 gegen den FC Bayern München verloren, womit die Münchner damals den Gewinn des Triple komplettierten. Da der Sieger des DFB-Pokals zur Teilnahme an der UEFA Europa League berechtigt ist, der FC Bayern allerdings für die UEFA Champions League qualifiziert war, übernahm der VfB Stuttgart als unterlegener Finalist den Platz in der „EL“ und setzte sich mit zwei Unentschieden aufgrund der Auswärtstorregel gegen den bulgarischen Vertreter Botew Plowdiw durch, schied allerdings in den Play-offs gegen den kroatischen Erstligisten HNK Rijeka aus. Bis zum Ausscheiden kam Traoré in jedem Spiel zum Einsatz. Im Ligaalltag spielte er genau wie in der vorangegangenen Saison regelmäßig, stand allerdings in nicht jedem Spiel in der Anfangself. In dieser Saison musste der VfB Stuttgart lange Zeit um den Verbleib in der Bundesliga bangen, schaffte allerdings mit dem 15. Platz den Klassenerhalt.

#### Borussia Mönchengladbach
Zur Saison 2014/15 wechselte Traoré nach Auslaufen seines Vertrages in Stuttgart zu Borussia Mönchengladbach. Sein Vertrag lief bis 2021. Bei der Fohlenelf kam er in seiner ersten Saison zu 24 Einsätzen, war aber zumeist Einwechselspieler. In der UEFA Europa League erreichte Borussia Mönchengladbach, welches seit 2011 von Lucien Favre trainiert wurde, das Sechzehntelfinale und schied dort gegen den FC Sevilla aus, im DFB-Pokal folgte im Viertelfinale gegen den damaligen Drittligisten Arminia Bielefeld das Aus. Im Ligaalltag lief es für die Elf vom Niederrhein erfolgreich und Borussia Mönchengladbach qualifizierte sich mit dem dritten Tabellenplatz für die UEFA Champions League. Dort schied die Borussia nach der Gruppenphase aus, allerdings erreichte der Verein, wo Lucien Favre nach dem fünften Spieltag nach fünf Niederlagen in Folge zurücktrat – André Schubert trat seine Nachfolge an –, mit dem vierten Platz die erneute Qualifikation für die Play-offs zur „Königsklasse“. Traoré kam in der Zwischenzeit in der Liga genau wie in seiner ersten Spielzeit im Trikot der Fohlenelf zu 24 Einsätzen, stand allerdings nun öfters in der Startformation. In den Play-offs zur Champions League setzte sich Borussia Mönchengladbach gegen den Schweizer Vertreter BSC Young Boys durch, schied allerdings in der Gruppenphase als Tabellendritter erneut aus. Allerdings spielten sie somit in der UEFA Europa League weiter und setzten sich zunächst gegen den AC Florenz durch, ehe im Achtelfinale Ligakonkurrent FC Schalke 04 aufgrund der Auswärtstorregel Endstation bedeutete. Traoré kam in der Champions League zu vier Einsätzen, die Spiele in der Europa League verpasste er aufgrund eines Sehnenrisses, weswegen er auch das Ende der Hinrunde sowie einen Teil der Rückrunde verpasste. Die Saison 2017/18 war seine vierte Saison im Trikot der Elf vom Niederrhein und in dieser kam er zu lediglich sieben Einsätzen, da er sich im Saisonverlauf einen Muskelbündelriss und einen Muskelfaserriss zuzog. Genau wie in der vorangegangenen Saison wurde die Qualifikation für das internationale Geschäft verpasst. In der Saison 2018/19 qualifizierte sich Borussia Mönchengladbach allerdings für die UEFA Europa League, wo sie allerdings als Tabellendritter nach der Gruppenphase ausschieden. In der Bundesliga qualifizierte sich die Borussia für die UEFA Champions League und nun gelang es der Fohlenelf, sich erstmals für das Achtelfinale zu qualifizieren, wo die Elf vom Niederrhein gegen den späteren Finalisten Manchester City ausschied. In den Saisons 2018/19 und 2019/20 musste Traoré hierbei häufiger aufgrund von Verletzungen passen, in der Saison 2020/21 war er Ersatzspieler.  Nach dieser Saison verließ Traoré den Verein nach sieben Jahren. Seine aktive Karriere ist mittlerweile beendet.

### Nationalmannschaft
Im August 2010 wurde Ibrahima Traoré erstmals für die A-Nationalmannschaft von Guinea nominiert. Bei seinem Länderspieldebüt erzielte er in Marignane am 11. August 2010 für Guinea gegen Mali den Treffer zum 2:0-Endstand. Am 8. Oktober 2011 erzielte Traoré im letzten Gruppenspiel der Gruppe B der Qualifikation zur Afrikameisterschaft 2012 gegen Nigeria in der zwölften Minute der Nachspielzeit das Tor zum 2:2-Endstand und sicherte damit die Qualifikation Guineas für das Turnier in Gabun und Äquatorialguinea. Dort spielte er in allen Vorrundenspielen der Gruppe D und schoss dabei das 4:1 beim 6:1-Sieg gegen Botswana am 28. Januar 2012, schied allerdings mit den Guineern nach der Gruppenphase aus. In der Folge wirkte Ibrahima Traoré in der Qualifikation zur Weltmeisterschaft 2014 mit und kam dabei in fünf Spielen in der Gruppenphase der afrikanischen Qualifikation zum Einsatz. Dort verpasste Guinea als Tabellenzweiter die Teilnahme an den Entscheidungsspielen. Danach spielte er in der Qualifikation für den Afrika-Cup 2015 und wurde in allen sechs Spielen eingesetzt. Nach der erfolgreichen Qualifikation für die  gehörte Traoré dem Kader der Guineer an und erreichte mit seiner Mannschaft die ebenfalls in Äquatorialguinea ausgetragene Endrunde. Dort erreichte Guinea das Viertelfinale, wo die Mannschaft gegen Ghana ausschied, dabei kam er in allen vier Partien seiner Mannschaft zum Einsatz.
Für den Afrika-Cup 2017 in Gabun konnte sich Ibrahima Traoré mit seiner Mannschaft nicht qualifizieren, auch nicht für die Weltmeisterschaft 2018 in Russland. In der Qualifikation für den Afrika-Cup 2019 spielte er verletzungsbedingt in lediglich zwei Partien. Anders als bei der vorherigen Ausgabe war Guinea beim Endturnier in Ägypten dabei und erreichte da das Achtelfinale, wo die Guineer gegen den späteren Titelträger Algerien verloren. Das Achtelfinalspiel am 7. Juli 2019 gegen die Algerier war auch das letzte Spiel von Traoré für die Nationalmannschaft Guineas.

## Zeit nach der Fußballerkarriere
Traoré ist seit seinem Karriereende Fußballkommentator.